# Kodi Kitchen
Kodi Kitchen Berg ist eine US-amerikanische Schauspielerin und Model sowie heutige Unternehmerin, Fitnesstrainerin und Personaltrainerin. 

## Leben
Kitchen besuchte die San Diego State University. Ab ihrem 15. Lebensjahr erhielt sie erste Modelaufträge. Von 2000 bis 2012 stand sie bei der Agentur CESD Talent Agency als Model unter Vertrag und modelte für Cosmopolitan, Skechers und unterschiedlichen Herstellern und Händlern von Kosmetikartikeln.
2019 gründete sie das Unternehmen EQUIPTMovement. Sie ist mit Jonathan Berg verheiratet und führt seit dem den Doppelnamen Kitchen Berg.
Sie debütierte 2005 in einer Nebenrolle im Film 2001 Maniacs. Nach Episodenrollen in den Fernsehserien CSI: NY und Carpoolers war sie 2008 in 13 Episoden der Fernsehserie Hot Hot Los Angeles zu sehen. 2009 folgte eine Rolle im Film 17 Again – Back to High School. Breitere Bekanntheit erhielt sie durch die Rolle der Maggie Wurth in 30 Episoden der Fernsehserie General Hospital, die sie von 2011 bis 2012 darstellte und der Rolle der Dee in 12 Episoden der Fernsehserie Cowgirl Up von 2011 bis 2013. Nach mehrjähriger Pause stellte sie 2018 in Beyond White Space – Dunkle Gefahr die Rolle der Batali dar.

## Filmografie
- 2005: 2001 Maniacs
- 2006: CSI: NY (Fernsehserie, Episode 2x21)
- 2008: Carpoolers (Fernsehserie, Episode 1x11)
- 2008: Hot Hot Los Angeles (Fernsehserie, 13 Episoden)
- 2009: 17 Again – Back to High School (17 Again)
- 2009: Out (Kurzfilm)
- 2010: Placebo
- 2011: The Perfect Student (Fernsehfilm)
- 2011–2012: General Hospital (Fernsehserie, 30 Episoden)
- 2011–2013: Cowgirl Up (Fernsehserie, 12 Episoden)
- 2013: Crosshairs
- 2013: Hello Ladies (Fernsehserie, Episode 1x07)
- 2013: The Orton Effect (Kurzfilm)
- 2018: Beyond White Space – Dunkle Gefahr (Beyond White Space)